# Qorghalzjyn

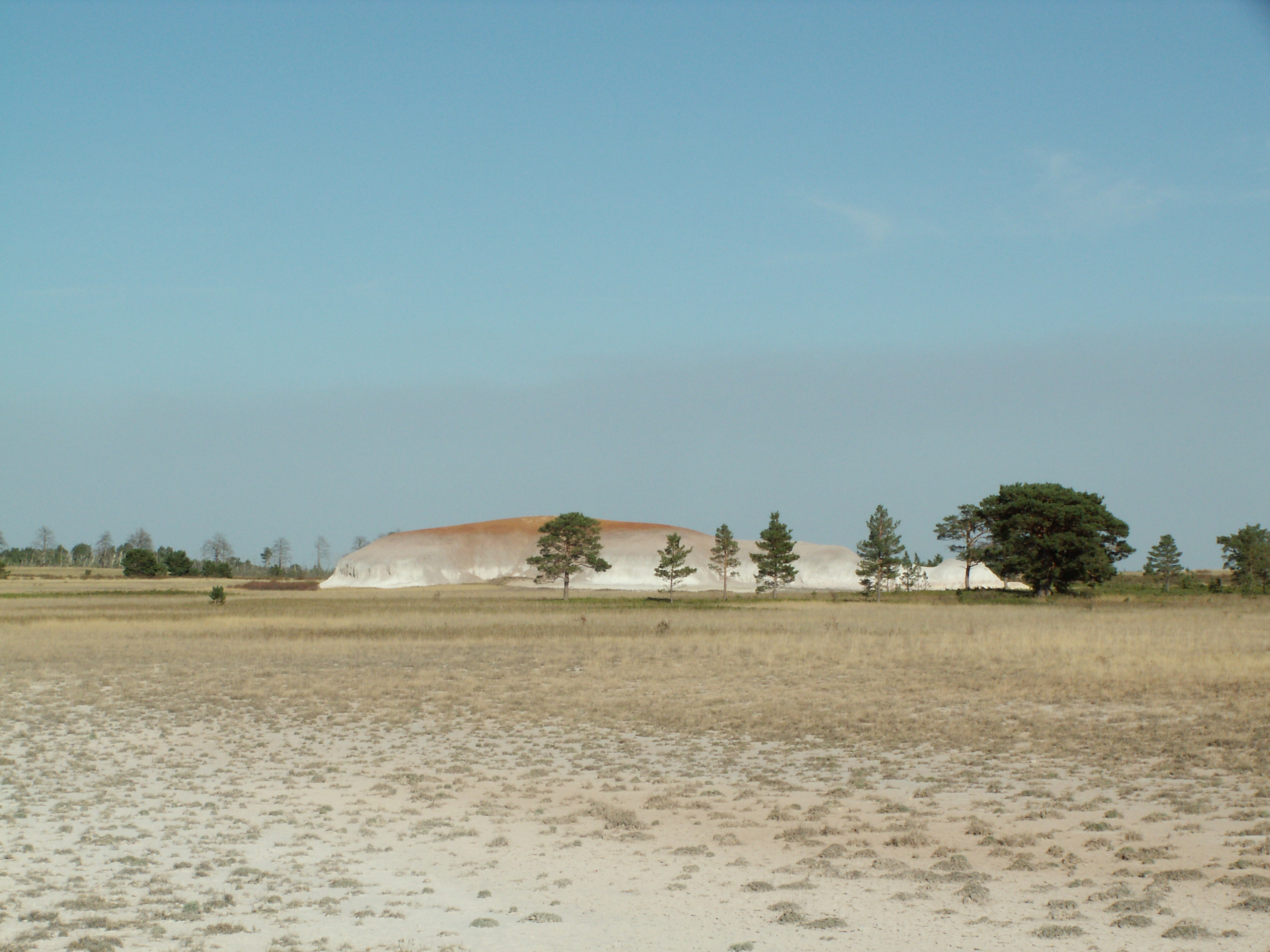
Naurzums naturreservat.

Qorghalzjyn (kazakiska: Қорғалжын) är en ort i Akmolaprovinsen i Kazakstan. Den är administrativt centrum för Qorghalzjyndistriktet. Den ligger 120 kilometer sydväst om Astana. Orten har 4 161 invånare (folkräkningen 2009).
Floden Nura flyter långsamt omedelbart väster om orten. 
Qorghalzjyn är den enda existerande basen för besök i Sarjarka, ett av Unescos världsarv, med saltsjön Tengiz Köli som kärna. Entrén till Qorghalzjyna naturreservat ligger 38 kilometer från Qorghalzjyn.